# Javier Ruiz González
Javier Ruiz González, más conocido como Javi Ruiz, (Granada, 17 de junio de 1987) es un jugador profesional español de pádel. Juega en el circuito de Premier Padel y ha jugado también en el extinto World Padel Tour. Ha alcanzado tres finales en World Padel Tour, todas junto a Uri Botello, con quien también alcanzó la final del Campeonato Mundial de Pádel por parejas en Asunción y tres veces el Master Final de fin de temporada. Además de Botello, ha jugado profesionalmente con reconocidos jugadores como Pablo de Lima, Arturo Coello, Luciano Capra, Javi Rico y Pablo Cardona, entre otros. Su posición habitual es el revés aunque también se ha desempeñado del lado derecho. Actualmente es auspiciado por SANE 

## Palmarés

### World Pádel Tour (2006-2023)

#### Finales
| N.º | Año                      | Torneo    | Pareja      | Oponentes en la final              | Resultado   |
| --- | ------------------------ | --------- | ----------- | ---------------------------------- | ----------- |
| 1.  | 13 de octubre de 2019    | Mahón     | Uri Botello | Sanyo Gutiérrez Maxi Sánchez       | 4-6 3-6     |
| 2.  | 24 de noviembre de 2019  | Sao Paulo | Uri Botello | Juan Lebrón Paquito Navarro        | 6-2 3-6 2-6 |
| 3.  | 13 de septiembre de 2020 | Cagliari  | Uri Botello | Fernando Belasteguín Agustín Tapia | 1-6 4-6     |

### Campeonato Mundial de Pádel por parejas

#### Finales
| N.º | Año                    | Lugar    | Pareja      | Oponentes en la final       | Resultado |
| --- | ---------------------- | -------- | ----------- | --------------------------- | --------- |
| 1.  | 4 de noviembre de 2018 | Asunción | Uri Botello | Juan Lebrón Alejandro Galán | 2-6 4-6   |